# Ліпце (Західнопоморське воєводство)
Ліпце (пол. Lipce) — село в Польщі, у гміні Свідвин Свідвинського повіту Західнопоморського воєводства.